# Från mitt hjärta
Från mitt hjärta är ett album av Hasse Andersson, släppt 1994. Det spelades in i KM Studio i Karlskoga i oktober-november 1994.

## Låtlista
1. "Samling i köket" - 4.05
2. "Vem är du?" (duett med Monica Forsberg) - 3.31
3. "Don't Tell Me Your Troubles" - 2.21
4. "När gässen sträcker mot norr" - 3.18
5. "Kräftfisket" - 2.36
6. "It Keeps Right on a Hurtin'" - 3.18
7. "Mina allra bästa minnen" - 3.22
8. "Det är akut" - 4.06
9. "Steg efter steg" (duett Med Monica Forsberg) - 3.07
10. "North to Alaska" - 3.00
11. "Det finns ett träd" - 3.47
12. "A Violin That Never Has Been Played" (duett med Monica Forsberg) - 3.45
13. "En gång var himlen mycket nära" - 3.12

## Medverkande musiker
- Kjell Öhman - keyboards
- Hasse Rosén - gitarr
- Tommy Johnsson - kontrabas, elbas
- Dan Strömvkist - percussion
- Thomas Haglund - fiol
- Frank Vingola - banjo
- Bertil Engh - kör
- Lisa Öhman - kör och körarrangemang
- Margareta Nilsson - kör